# Lola Versus Powerman and the Moneygoround, Part One
Lola Versus Powerman and the Moneygoround, Part One es el octavo álbum conceptual de la banda británica de rock The Kinks, grabado y lanzado en 1970. El álbum es una visión satírica de varias facetas de la industria musical de la época, incluyendo editores, sindicatos, prensa, contables, directivos y la carretera. Lola Versus Powerman es musicalmente variado, abordando el folk, el hard rock y el music hall tradicional británico.
A pesar de que se lanzó en una época de transición de The Kinks, Lola Versus Powerman fue un éxito tanto de crítica como comercial, llegando a entrar en el Top 40 estadounidense y ayudando a restaurar su estatus público, haciendo de Lola Versus Powerman and the Moneygoround un álbum "de regreso". Se extrajeron dos sencillos: "Lola", que entró en el Top 10 en Estados Unidos y el Reino Unido y "Apeman", que llegó al puesto número cinco en este último país.

## Historia y grabación

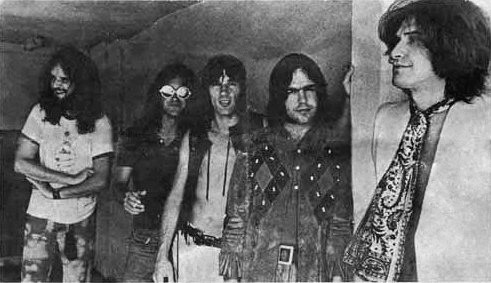
Fotografía promocional de The Kinks de 1970 o 1971.

1970 fue un año de transición para The Kinks. La American Federation of Musicians les había prohibido actuar en Estados Unidos, rechazando concederles los permisos para tocar desde 1965. Cuando se levantó la prohibición en 1969, los mánagers de la banda hicieron rápidamente planes para una gira estadounidense, para recuperar su prestigio en la escena musical popular del país. No obstante, algunos miembros de la banda cayeron enfermos, por lo que tuvo que ser reestructurado, tocando finalmente solo algunos conciertos en Estados Unidos y Canadá. La gira programada para 1970 acabó de forma similar, cancelando muchas fechas y tocando solo algunos de los conciertos programados. El período de inactividad entre ambas giras permitió a Ray Davies, vocalista principal y compositor del grupo, trabajar en el siguiente sencillo, "Lola".
The Kinks volvieron a Inglaterra para comenzar a trabajar en su nuevo disco en la primavera de 1970. Decidieron usar un estudio de grabación distinto, Estudios Morgan, en Willesden, Londres. Morgan era un estudio de grabación independiente y después de la experiencia, The Kinks siguieron grabando allí sus álbumes hasta Preservation, momento en el que cambiaron a su estudio recién comprado, Konk. La grabación comenzó a finales de abril. Algunas de las primeras canciones en grabarse fueron "Lola", un descarte llamado "Good Good Life", "Powerman" y "Got to Be Free". Las sesiones de grabación para "Lola" fueron especialmente largas y se prolongaron hasta finales de mayo. Davies recuerda después cómo consiguió ese característico sonido metálico del comienzo de la pista:

Recuerdo cuando entré en una tienda de Shaftesbury Avenue en Londres cuando estábamos a punto de grabar 'Lola'. Dije, 'Quiero un sonido de guitarra realmente bueno para esta grabación. Quiero una Martin'. Y en una esquina vi un viejo dobro de 1938, en este caso una National Steel que compré por 150 libras. Los combiné en 'Lola' consiguiendo ese sonido metálico: la combinación de la Martin con el dobro y una compresión fuerte.

La National Steel formó parte de muchos de los posteriores proyectos de The Kinks. En la canción "Supersonic Rocket Ship" de 1972, Ray Davies usó la guitarra para crear una sensación caribeña a la grabación. Davies la tocó en muchas de sus apariciones en Top of The Pops, además de que aparece en varios de los vídeos musicales que hicieran The Kinks en el futuro, incluyendo "Scattered" de 1992.
El teclista John Gosling se unió a The Kinks en mayo. Se le hizo una audición en la última cinta maestra de "Lola" y poco después le contrataron. En un principio se le contrató para su próxima gira por Estados Unidos, pero poco después el empleo se convirtió en un puesto permanente. Gosling permaneció en la banda hasta 1977, abandonando después del lanzamiento de Sleepwalker. La mezcla de "Lola" terminó para junio, mientras que la grabación del álbum terminó en octubre y la mezcla del mismo llevó el resto del mes. Lola Versus Powerman and the Moneygoround, Part One se lanzó finamente el 27 de noviembre de 1970.

### Controversia y mezclas
Para el lanzamiento de "Lola" como sencillo, Ray Davies se vio obligado a grabar encima de la palabra de marca registrada "Coca-Cola" con algo más genérico como "cherry-cola", ya que las normas de publicidad por emplazamiento hubiesen hecho que la BBC (siendo pública) no hubiese podido retransmitirla. A pesar de que en la letra impresa en la cubierta interior del LP original usa la línea de "cherry-cola", el álbum contiene la versión original con la línea que dice "Coca-Cola". Ocurrió algo similar con la canción "Apeman", debido a la línea que dice "the air pollution is a-foggin' up my eyes" ("la polución del aire está nublando mis ojos"). "Fogging" se confundía con "Fucking", por lo cual Ray Davies tuvo que regrabar la línea antes de su lanzamiento como sencillo.

## Lanzamiento

### Respuesta de la crítica
La prensa británica recibió de forma positiva Lola Versus Powerman. Una reseña de New Musical Express dijo que "[Ray] Davies... era uno de los mejores compositores del rock contemporáneo", mientras alabó la originalidad y estilo británico del disco. La interpretación de Melody Maker' fue que era como si Davies "diese un atrevido mordisquito al negocio musical", para continuar diciendo que "la música es pura simpleza Kinks - pero funciona".
En Estados Unidos, el disco recibió también, en general, buenas reseñas. La revista Rolling Stone comentó que era "el mejor álbum de Kinks hasta la fecha". En la columna de "Consumer Guide" de The Village Voice, Robert Christgau comentó que "Lola" era un "sencillo increíble," aunque le concedió a Lola Versus Powerman una reseña poco entusiasta, diciendo que "las melodías siguen ahí, pero en este contexto suenan más cursis que lastimosos". El sencillo "Lola", por sí solo recibió reseñas positivas, y, debido a su éxito, una entrevista de Jonathan Cott a Ray Davies sirvió de portada de Rolling Stone en noviembre de 1970.

#### Crítica actual
La opinión de la crítica moderna respecto a Lola Versus Powerman es, en general positiva, aunque hay algunas que son poco entusiastas. A pesar de que en su reseña de 1971 la revista Rolling Stone alabó el álbum, en su reseña de 1992 le concedió 31/2 de 5 estrellas posibles y, en la cuarta edición  (publicada en 2004) le concedió solo 2. George Starostin, en su sitio web Only Solitaire, se mostró poco entusiasta con el álbum, resumiendo su contenido como "relleno conceptual pseudo-melódico y algunas fantásticas canciones semiconceptuales", añadiendo que, aunque tiene dos temas "clásicos Kinks" en "Apeman" y "Lola", fue "realmente una gran decepción después de un álbum tan grandioso como Arthur (Or The Decline And Fall Of The British Empire)". Stephen Thomas Erlewine de Allmusic hizo una reseña positiva del disco, escribiendo que "Davies realmente nunca entrega una historia unida, pero el álbum se sostiene porque es una gran colección de canciones".

### Ventas
Lola Versus Powerman and the Moneygoround, Part One prácticamente pasó desapercibido por el público del Reino Unido, por lo que ni siquiera entró en listas, a pesar del éxito de su principal sencillo, "Lola", que llegó a encabezar la lista New Musical Express de ese país y llegó al puesto número dos del Melody Maker. "Lola" se convirtió en el mayor éxito de The Kinks desde "Sunny Afternoon" de 1966 y nunca llegaron a tener otro sencillo que alcanzase posiciones similares. "Lola" también tuvo éxito en Estados Unidos, llegando al número nueve del Billboard Hot 100 y permaneciendo en la lista catorce semanas. También entró en la lista Record World, llegando al puesto número siete, mientras que Lola Versus Powerman and the Moneygoround, Part One llegó al puesto número 35 del Billboard y al 22 de la lista Record World, haciendo del disco el más exitoso desde mediados de los años 1960.

## Consecuencias y legado
El éxito de los sencillos y el álbum permitieron a The Kinks negociar un nuevo contrato con RCA Records, construir su propio estudio de grabación en Londres, nombrado Konk y asumir más control creativo y directivo.
Además, el álbum ha influido a otros artistas: Tom Petty dijo a Rolling Stone que le "gustaba especialmente" y lo citó como influencia para crear The Last DJ, otro disco enfocado a criticar a la industria musical.
Algunas de las pistas de Lola Versus Powerman han aparecido en varias películas. Una de las más notables apariciones del disco en el cine es en la película de Wes Anderson de 2007 The Darjeeling Limited, en el que aparecen las canciones "This Time Tomorrow", "Strangers" y "Powerman"; las canciones después aparecieron en la banda sonora de la película. En Francia, "This Time Tomorrow" aparece en la película de Philippe Garrel de 2005 Les amants réguliers. "Apeman" ha aparecido en varias películas, incluyendo Mondovino (2004) y Club Paradise (1986) de Harold Ramis.

## Temática
El disco muestra una visión satírica sobre facetas de la industria musical, incluyendo editores ("Denmark Street"), sindicatos ("Get Back in Line"), la prensa y la máquina de hacer hits ("Top of the Pops"), contables y directivos ("The Moneygoround") y la carretera ("This Time Tomorrow"). Musicalmente, Lola Versus Powerman es muy variado, contrastando dulces baladas como "Get Back in Line" y "A Long Way From Home" con canciones de hard rock como "Rats" y "Powerman", junto a "Denmark Street" y "The Moneyground", homenajes al music hall tradicional británico.

## Posición en listas
Álbum
| Lista (1970)   | Posición más alta |
| -------------- | ----------------- |
| Australia      | 24                |
| Estados Unidos | 35                |

Sencillos
| Año  | Título   | Posición más alta Reino Unido | Posición más alta Estados Unidos | Posición más alta Países Bajos | Posición más alta Austria | Posición más alta Suiza |
| ---- | -------- | ----------------------------- | -------------------------------- | ------------------------------ | ------------------------- | ----------------------- |
| 1970 | "Lola"   | 2                             | 9                                | 1                              | 4                         |                         |
| 1970 | "Apeman" | 5                             | 45                               | 9                              | 2                         | 7                       |

## Lista de canciones
| Cara A |                           |          |  |
| N.º    | Título                    | Duración |  |
| 1.     | «Introduction»            | 0:41     |  |
| 2.     | «The Contenders»          | 2:44     |  |
| 3.     | «Strangers» (Dave Davies) | 3:21     |  |
| 4.     | «Denmark Street»          | 2:03     |  |
| 5.     | «Get Back in Line»        | 3:06     |  |
| 6.     | «Lola»                    | 4:04     |  |
| 7.     | «Top of the Pops»         | 3:41     |  |
| 8.     | «The Moneygoround»        | 1:48     |  |

| Cara B |                                     |          |  |
| N.º    | Título                              | Duración |  |
| 9.     | «This Time Tomorrow»                | 3:23     |  |
| 10.    | «A Long Way From Home»              | 2:28     |  |
| 11.    | «Rats» (Dave Davies)                | 2:41     |  |
| 12.    | «Apeman»                            | 3:53     |  |
| 13.    | «Powerman» (Ray Davies/Dave Davies) | 4:19     |  |
| 14.    | «Got to Be Free»                    | 3:00     |  |

| Pistas adicionales reedición Castle/Sanctuary |                               |          |  |
| N.º                                           | Título                        | Duración |  |
| 15.                                           | «Lola (mezcla mono sencillo)» | 4:08     |  |
| 16.                                           | «Apeman (demo acústica)»      | 3:41     |  |
| 17.                                           | «Powerman (demo acústica)»    | 4:23     |  |

## Personal
- Mick Avory – batería, percusión
- John Dalton – bajo, coros
- Dave Davies – guitarra líder guitarra, banjo, coros, voz principal en "Strangers" y "Rats", segunda voz en "Powerman"
- Ray Davies – voz principal, guitarra, armónica, teclados
- John Gosling – teclados, piano, órgano